# Narihiro Inamura
Narihiro Inamura (en japonès: 稲村成浩, Maebashi, Gunma, 18 de desembre de 1971) va ser un ciclista japonès, que s'especialitzà en el ciclisme en pista. Va guanyar una medalla de plata al Campionat del món de Tàndem de 1990, fent parella amb Toshinobu Saitō. Va participar en els Jocs Olímpics de Sydney.

## Palmarès
- 1995
  - Campió d'Àsia en Quilòmetre contrarellotge
- 1999
  - Campió d'Àsia en Quilòmetre contrarellotge
  - Campió d'Àsia en Velocitat per equips (amb Takanobu Jumonji i Toshiaki Fushimi)